# Kathryn Grayson
Kathryn Grayson   (Winston-Salem, 9 de febrer de 1922 - Los Angeles, 17 de febrer de 2010) va ser una actriu i soprano de coloratura estatunidenca.
Des dels 12 anys, Grayson es va formar com a cantant d'òpera. Va estar sota contracte amb Metro-Goldwyn-Mayer a principis de la dècada de 1940, i aviat va establir una carrera principalment gràcies al seu treball en musicals. Després de diversos papers secundaris, va ser la protagonista de pel·lícules com Thousands Cheer (1943), Anchors Aweigh (Lleveu àncores!, 1945) amb Frank Sinatra i Gene Kelly i Show Boat (1951) i Kiss Me Kate (1953), ambdues amb Howard Keel.
També va treballar en teatre, apareixent a Camelot (1962-1964). Més tard durant la dècada, va actuar en diverses òperes, com La bohème, Madame Butterfly, Orphée aux enfers i La traviata.

## Joventut
Zelma Kathryn Elisabeth Hedrick, era una dels quatre fills de Charles Hedrick, un contractista d'edificacions-agent immobiliari, i Lillian Hedrick (nascuda Grayson).
La família Hedrick es va traslladar més tard a Kirkwood, Missouri, fora de St. Louis. Als 12 anys, Grayson va ser descoberta cantant a l'escenari buit de la St. Louis Municipal Opera House per un conserge, que la va presentar a Frances Marshall de l'Òpera Cívica de Chicago, de qui Grayson va rebre lliçons de veu. La germana de Grayson, Frances Raeburn (nascuda Mildred Hedrick) també va ser actriu i cantant, apareixent juntament amb ella a la pel·lícula Seven Sweethearts. Grayson tenia dos germans, Clarence "Bud" E. Hedrick, i Harold. La família es va traslladar a Califòrnia quan ella tenia 15 anys.

## Carrera cinematogràfica
Dècada de 1940
El 1940, un buscador de talents de la MGM va veure a Grayson actuar en un festival de música. MGM esperava trobar un substitut per a Deanna Durbin, que havia abandonat l'estudi per a Universal Pictures. Durant els següents 18 mesos, Grayson va prendre classes de veu, drama i dicció i va seguir una rutina de dieta i exercici. En un any, va fer la seva primera prova de pantalla. No obstant això, els executius de l'estudi no estaven satisfets, i va aguantar sis mesos més de lliçons fins que va fer la seva primera aparició al cinema a Andy Hardy's Private Secretary de 1941 com a secretària Kathryn Land, participant en tres números musicals.
Es van planificar dues pel·lícules més per a Grayson el 1941: White House Girl, que es va produir més tard el 1948 amb Durbin, i Very Warm for May, del musical homònim de Jerome Kern i Oscar Hammerstein. La pel·lícula finalment es va produir el 1944 com a Broadway Rhythm.
Grayson va aparèixer en tres pel·lícules el 1942: The Vanishing Virginian, Rio Rita i Seven Sweethearts. En el primer, Grayson interpreta la filla adolescent, Rebecca, de l'excèntrica família Yancey de Lynchburg, Virgínia. Ambientada el 1913, la pel·lícula es va basar en la pròpia família de Rebecca Yancey Williams.

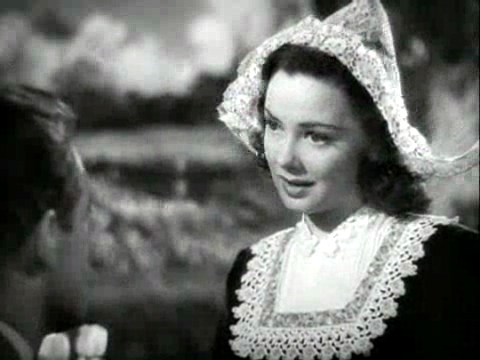
Kathryn Grayson a Seven Sweethearts

Grayson va protagonitzar Rio Rita amb Abbott i Lou Costello. Grayson va interpretar el personatge principal, Rita Winslow. La pel·lícula estava pensada originalment per ser una adaptació del musical de Broadway de 1927; tanmateix, només es van conservar dues cançons per a la pel·lícula, la cançó del títol i The Ranger Song, que va ser interpretada per Grayson.
Protagonitzada per Van Heflin, Seven Sweethearts va interpretar a Grayson com la més jove de les set filles d'Holanda, Michigan, que és contractada pel fotògraf i reporter Heflin per servir com a model i secretària mentre cobreix el festival de tulipes de la ciutat i de qui s'enamora.
El 1943, Grayson va aparèixer a la pel·lícula Thousands Cheer, (originalment titulada Private Miss Jones), juntament amb Gene Kelly, Mickey Rooney, Eleanor Powell, June Allyson i altres. La pel·lícula tenia la intenció de reforçar la moral de les tropes americanes i les seves famílies. Grayson va interpretar la filla cantant d'un comandant de l'exèrcit.
Es va anunciar el 1942 que Grayson apareixeria a An American Symphony amb Judy Garland. Garland va ser substituïda per June Allyson, i la pel·lícula va ser retitulada com Two Sisters from Boston i es va estrenar el 1946.
Grayson no va aparèixer en cap pel·lícula durant gairebé dos anys (de 1943 a 1945), sinó que va treballar per entretenir les tropes durant la guerra i actuar en programes de ràdio. En particular, s'informa que només actuaria amb la condició que el públic estigués integrat, ja que les tropes estaven segregades en aquell moment.
Va tornar al cinema a Anchors Aweigh (en català Lleveu àncores!), una comèdia romàntica musical ambientada a Los Angeles i protagonitzada com Kelly i Frank Sinatra. Anchors Aweigh va ser la cinquena pel·lícula més taquillera de 1945, amb més de 4,779 milions de dòlars.
A continuació, Two Sisters de Boston i aparicions convidades a Ziegfeld Follies i Till the Clouds Roll By. La seva actuació a Till the Clouds Roll By va incloure "Make Believe" en una versió càpsula del musical Show Boat, que es tornaria a fer cinc anys més tard, amb Grayson en el paper protagonista.
MGM va tornar a emparellar Grayson i Sinatra per a dues pel·lícules el 1947 i el 1948, It Happened in Brooklyn i The Kissing Bandit. Ambdues pel·lícules van tenir un mal rendiment a la taquilla i el públic va pensar que els arguments són absurds. Després dels contratemps de Brooklyn i Bandit, Grayson es va associar amb el tenor Mario Lanza a That Midnight Kiss el 1949.

## Dècada de 1950

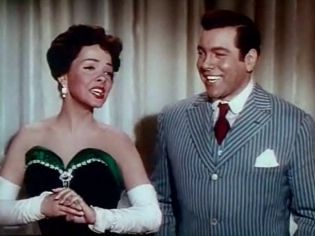
Kathryn Grayson i Mario Lanza a Toast of New Orleans

El 1950, Grayson es va associar una vegada més amb Lanza i va interpretar una cantant d'òpera a The Toast of New Orleans, i va interpretar la cançó nominada a l'Oscar "Be My Love". Mentre rodava l'escena de Madame Butterfly a la pel·lícula, Lanza va continuar intentant fer un petó francès a Grayson, cosa que Grayson va afirmar que es va empitjorar encara més pel fet que Lanza menjava all constantment abans de disparar. Grayson va anar a la dissenyadora de vestuari Helen Rose, que va cosir trossos de llautó als guants de Grayson. Cada vegada que Lanza intentava fer-li un petó francès després d'això, el va colpejar amb el guant ple de llautó. Per a l'estrena de la pel·lícula a Nova Orleans, va ser convidada a una subhasta de venda de vestits de la pel·lícula.

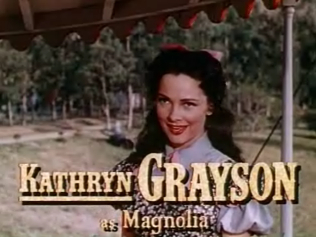
Grayson com a Magnolia Hawkes.

Grayson va substituir June Allyson en el paper d'Ina Massine a Grounds for Marriage de 1951. Va retratar una cantant d'òpera amb laringitis, al costat de Van Johnson, que va interpretar el seu interès amorós i metge. Aquest també va ser el seu primer paper sense cant a la MGM. Les actuacions musicals de Grayson apareixen a la pel·lícula, però en forma d'enregistraments.
A continuació, Grayson va interpretar el rol de Magnolia Hawks al remake de 1951 del musical de Hammerstein i Kern de 1927, Show Boat. Show Boat va ser la tercera pel·lícula més taquillera de 1951, amb més de 5,533 milions de dòlars.
Grayson va tornar a fer equip amb Keel al musical de Technicolor de 1952 Lovely to Look At, un remake de la pel·lícula Roberta de Fred Astaire i Ginger Rogers de 1935.
Va ser llançada a l'estudi de Warner Brothers el gener de 1953, amb l'estipulació que tornés a la MGM per a una pel·lícula més. Va tornar a protagonitzar per tercera vegada amb Howard Keel en el seu paper més aclamat, com Lilli Vanessi/Katharina a Kiss Me Kate, estrenada el novembre de 1953. La pel·lícula va ser produïda de manera prodigiosa (l'únic musical que no fos Those Redheads from Seattle (1953) que es va rodar en 3-D), amb cançons de Cole Porter, coreografia d'Hermes Pan i direcció musical d'André Previn.

## Warner Bros
Mentre estava cedida a Warner Bros, el seu primer llançament musical va ser The Desert Song, el maig de 1953, al costat de Gordon MacRae. Se li va demanar que interpretés La Bohème a la "Central City Opera House" de Central City, Colorado, però a causa de les seves obligacions de rodatge de The Desert Song, va haver de rebutjar-la. Warner Bros, la va protagonitzar en un segon musical aquell any, So This Is Love.
Grayson va aparèixer ocasionalment a la televisió, després d'haver protagonitzat la sèrie d'antologia de la CBS, "General Electric Theatre" a l'episodi, Shadow on the Heart, amb John Ericson, i a Playhouse 90 en el paper principal de "Lone Woman", amb Raymond Burr i Scott Brady en els papers històrics dels germans Charles i William Bent, respectivament. A la dècada de 1980, Grayson va protagonitzar tres episodis com el personatge recurrent Ideal Molloy a Murder, She Wrote (en català, S'ha escrit un crim).

## Carrera escènica
Grayson es va formar des dels dotze anys com a cantant d'òpera. Mentre apareixia en els seus papers cinematogràfics, Grayson també va actuar a la ràdio. Grayson va actuar en gires de concerts durant la dècada de 1950. El maig de 1951, Grayson va haver d'ajornar una gira de concerts perquè, sense saber-ho, va ser llançat a Lovely to Look At.
| « | "Les meves reserves de concerts estaven tot a punt. Així que quan vaig llegir a Nova York que havia de fer aquesta pel·lícula, vaig dir 'Que ximple!', aleshores boom! L'endemà vaig rebre el meu telegrama d'estudi demanant-me que tornés per la foto!" | » |

El 1952, a Grayson se li va oferir més de 10.000 dòlars per actuar durant una setmana al club nocturn Riviera de Nova Jersey abans de fer The Desert Song. Després de filmar The Desert Song, Grayson va crear una gravació del musical amb Tony Martin.
Grayson va oferir discoteques i gires de concerts a Austràlia unes quantes vegades. En un d'aquests viatges a l'Extrem Orient, Grayson també va donar un concert a Manila, Filipines, el 1969, on va actuar al teatre "New Frontier".
Grayson va supervisar el Programa d'Estudis de Veu i Coral a la Universitat Estatal d'Idaho.

## Vida personal
Grayson es va casar dues vegades, primer amb l'actor John Shelton i després amb l'actor i cantant Johnnie Johnston. Era republicana. Grayson es va adherir al catolicisme romà.
John Shelton

Shelton i Grayson van fugir a Las Vegas, on es van casar l'11 de juliol de 1941. Els dos s'havien cortejat durant 18 mesos, després de conèixer-se mentre feien proves de pantalla. El juliol de 1942, Shelton es va mudar de casa seva a Brentwood i es va traslladar al seu propi apartament. Això es va produir després d'un mes de reconciliació després que un jutge va desestimar la seva demanda de divorci. Grayson va acusar Shelton de crueltat mental. Es van divorciar el 17 de juny de 1946.
Johnnie Johnston
Grayson es va casar amb el cantant i actor Johnnie Johnston el 22 d'agost de 1947 a Carmel-by-the-Sea, Califòrnia. El 7 d'octubre de 1948 va néixer l'única filla de Grayson, la filla Patricia "Patty Kate" Kathryn Johnston. Patricia es va casar amb Robert Towers i va tenir dos fills, Kristin i Jordan. Jordan Towers es va convertir en el cantant principal de la banda "Some Kinda Wonderful".
Grayson i Johnston es van separar el 15 de novembre de 1950. El 3 d'octubre de 1951, a Grayson se li va concedir el divorci de Johnston per motius de crueltat mental. La coprotagonista de This Time for Keeps de Johnston, Esther Williams, va afirmar en la seva autobiografia de 1999 que mentre feia la pel·lícula, Johnston llegiria en veu alta les cartes íntimes de Grayson a les noies del seu club de fans, incloent-hi els "detalls massa gràfics sobre el que li agradava de fer l'amor".
Segons la seva secretària, Grayson va morir mentre dormia a casa seva a Los Angeles el 17 de febrer de 2010, als 88 anys.
El 9 de febrer de 2022, en honor del 100è aniversari del naixement de Grayson, la cadena de televisió "Turner Classic Movies" va mostrar cinc de les pel·lícules de Grayson.

## Filmografia
| Any  | Film                                   | Rol                                |
| ---- | -------------------------------------- | ---------------------------------- |
| 1941 | Andy Hardy's Private Secretary         | Kathryn Land                       |
| 1942 | The Vanishing Virginian                | Rebecca Yancey                     |
| 1942 | Rio Rita                               | Rita Winslow                       |
| 1942 | Seven Sweethearts                      | Billie Van Maaster                 |
| 1943 | Thousands Cheer                        | Kathryn Jones                      |
| 1945 | Anchors Aweigh                         | Susan Abbott                       |
| 1946 | Ziegfeld Follies                       | Herself                            |
| 1946 | Two Sisters from Boston                | Abigail Chandler                   |
| 1946 | Till the Clouds Roll By                | Magnolia in 'Show Boat'            |
| 1947 | It Happened in Brooklyn                | Anne Fielding                      |
| 1948 | The Kissing Bandit                     | Teresa                             |
| 1949 | That Midnight Kiss                     | Prudence Budell                    |
| 1949 | Some of the Best                       | Herself                            |
| 1950 | The Toast of New Orleans               | Suzette Micheline                  |
| 1951 | Grounds for Marriage                   | Ina Massine                        |
| 1951 | Show Boat                              | Magnolia Hawks                     |
| 1952 | Lovely to Look At                      | Stephanie                          |
| 1953 | The Desert Song                        | Margot Birabeau                    |
| 1953 | So This Is Love                        | Grace Moore                        |
| 1953 | Kiss Me Kate                           | Lilli Vanessi / Kate               |
| 1956 | The Vagabond King                      | Catherine de Vaucelles             |
| 1976 | The Amazing World of Psychic Phenomena | Psychic Detective                  |
| 1994 | A Century of Cinema                    | Herself                            |
| 2003 | Cole Porter in Hollywood: Too Darn Hot | Herself-Kate/Lilli in Kiss Me Kate |
| 2004 | The Masters Behind the Musicals        | Herself                            |

## Treball escènic
- Madama Butterfly (1959)
- La traviata (1960)
- La bohème (1960)
- The Merry Widow (1961)
- Naughty Marietta (1961)
- Rosalinda (1962)
- Camelot (1962)
- Show Boat (1964)
- Night Watch (1982)
- Orpheus in the Underworld (1983)
- Something's Afoot (1983)
- Noises Off (1987)
- Love Letters (1996)
- Red Sox and Roses (1997)